# Донкин, Брайан
Бра́йан До́нкин (англ. Bryan Donkin; 22 марта 1768[…], Нортамберленд — 27 февраля 1855[…], Большой Лондон) — английский инженер и промышленник, разработчик первой бумагоделательной машины и создатель первой в мире коммерческой фабрики по производству консервированной продукции. Донкин был связан с рядом строительных проектов в Европе, с вычислительной машиной Чарльза Бэббиджа, созданием оборудования для типографии и многим другим. Также он был советником правительства и пользовался большим уважением среди своих современников.

## Жизнь и карьера

### Ранние годы
Брайан Донкин родился 22 марта 1768 года. Рос в Сандхо, графство Нортамберленд, в семье инженера-геодезиста, агента по продаже земельных участков. Первоначально Брайан работал в том же бизнесе, а также с сентября 1789 по февраль 1791 года трудился управляющим имением в Ноул-Хаусе и в поместье графа Дорсетского.

### Начало карьеры
Работая на графа Дорсетского, Брайан познакомился с инженером Джоном Смитоном, знакомым его отца, и, проконсультировавшись с ним, решил заняться инженерным делом. По совету Смитона, в 1792-м Брайан стал подмастерьем мастера Джон Холла из Дартфорда, графство Кент, который в 1785 году основал Dartford Iron Works (позже J & E Hall). Вскоре после завершения учёбы Донкин поселился в Дартфорде. С помощью своего бывшего учителя он занялся изготовлением специальных форм для производства бумаги; в те времена практически вся бумага изготавливалась вручную и даже самые примитивные средства механизации пользовались определенным успехом.
В 1798-м Брайан Донкин женился на Мэри Бреймс (Mary Brames), дочери соседа-землевладельца и садовода Питера Бреймса. Этот брак сделал Донкина шурином Джона Холла, так как тот ещё в 1791-м обвенчался с Сарой (Sarah), старшей сестрой Мэри.

### Машина Фурдринье
В 1801 году Донкину поручили построить прототип новой бумагоделательной машины — легендарной машины Фурдринье. Машина эта была перспективной, но дополнительное усовершенствование ей было необходимо. В 1802-м Донкин занял помещение в Бермондси, Лондон, таким образом основав предприятие, впоследствии ставшее компанией Bryan Donkin Company, которая и в наше время всё ещё продолжает деятельность. Рабочую версию машины Брайан изготовил в 1804-м, а год спустя свет увидел доработанный вариант. К 1810 году 18 этих машин были установлены на различных заводах. Хотя изначально идея проекта принадлежала вовсе не Донкину, Брайан получил признание за доработку и улучшение прототипа. Компания Донкина ещё долгое время занималась производством машин Фурдринье и к 1851 году произвела уже почти 200 машин для использования по всему миру.

### Типография
Определенных успехов Брайан достиг и в печатном деле. В 1813-м Донкин и печатник Ричард Маккензи Бэкон из Нориджа получили патент на «многоугольную печатную машину»; данная машина использовала систему шрифтов, закреплённых на вращающемся квадратном или шестиугольном ролике или вращающейся призме. Чернила в машину подавались специальным вращающимся блоком, который контактировал со специальными неровностями призмы. Бумага поступала по второй призме.
Заказы у Донкина и Бэкона были — одну из машин построили даже для Кембриджского университета. Однако в конечном итоге модель оказалась довольно неудачной: чрезмерная сложность и не вполне эффективная система подачи чернил помешали ей добиться успеха. Впрочем, в ней всё же был представлен целый ряд интересных идей.

### Консервирование продуктов
Вместе со своим учителем Джоном Холлом Донкин работал и над проблемой консервирования пищи. В 1812 году Холл выкупил патент у Питера Дюрана за 1000 фунтов стерлингов, и, после различных экспериментов, Донкин вместе с Холлом открыл в Бермондси первую крупную консервную фабрику, выпускавшую консервы в контейнерах из лужёного железа. К концу весны 1813-го они назначили агентов на южном побережье, чтобы продавать консервы отправляющимся в плавание кораблям. Через некоторое время Донкин предложил свою продукцию «на пробу» Британскому адмиралтейству, и вскоре оно уже размещало крупные заказы у фирмы Donkin, Hall and Gamble. Позже компания Crosse & Blackwells купила Donkin, Hall and Gamble. В лондонском музее науки экспонируется консервная банка Донкина.

### Разностная машина
В 1829 году Донкину впервые пришлось поработать с разностным механизмом — тогда Чарльз Бэббидж решил призвать его на помощь в сложном споре об интеллектуальных правах. В 1857-м британское правительство заказало новую версию разностного механизма со встроенной печатной машиной; изготовить машину компания Донкина сумела, хотя сроки и расходы превысили изначально намеченные. Печатный механизм работал сравнительно плохо, но в целом устройство удовлетворило заказчиков. Донкин от этого проекта особой выгоды не получил — из-за чрезвычайной сложности машины он не только не сумел на ней заработать, но ещё и остался в проигрыше.

### Строительство
Донкину довелось поработать и над крупными строительными проектами. В 1814-м он поддержал организованный Томасом Телфордом проект по возведению висячего моста у Ранкорна; в 1821-м Донкин вместе с Генри Модсли работал над другим мостом, в Спрингфилде, Челмсфорд.
В 1820-х гг. Донкин стал директором Thames Tunnel Company, заведя знакомство с Марком Брюнелем, когда он поставлял оборудование для своих машин на верфь Чатем. В 1825—1827 гг. Донкин поставлял насосы для отвода воды из туннеля, а также рабочих для переустройства проходческого щита. В 1826-м он построил модель пристани для использования в Ливерпуле. Завод Донкина регулярно снабжал машинами различные строительные проекты, в том числе осуществлял поставки земснарядов для строительства Каледонского канала в Шотландии в 1816 году, Гёта-канала в Швеции в 1821-м и др. В 1817-м он также продал серию земснарядов прусскому правительству.

### Другие проекты
В 1820 году Брайан Донкин взялся за разработку серии подделкоустойчивых штампов. Штампы от подделки он защищал с помощью составных печатных схем и двухцветной печати.
К 1847 году компания Донкина разработала свою первую продукцию для развивающейся газовой промышленности. Название Donkin с тех пор стало общим для некоторых газовых клапанов, а Bryan Donkin RMG Gas Controls Limited по сей день остаётся действующим предприятием в Европе. AVK и Howden Blowers также продолжают производство оборудования Bryan Donkin.
Брайан Донкин принимал активное участие в деятельности целого ряда научных и промышленных предприятий — Общества гражданских инженеров, Королевского астрономического общества и др.

### Последние годы жизни
Донкин отошёл от дел в 1846 году, в возрасте 78 лет. Бизнес продолжили его сыновья Джон, Брайан и Томас. Скончался Брайан Донкин 27 февраля 1855-го в Лондоне; на момент смерти изобретателю было 86 лет. Похоронен на Нанхэдском кладбище.

## Учреждения
В 1805 году Донкин вместе с Джоном Холлом и другими основал Общество мастеров-слесарей (Society of Master Millwrights), выступив в качестве его казначея.
Он был членом Королевского общества искусств, став его вице-президентом и председателем Комитета механики (Committee of Mechanics).
В 1838 году Донкин был избран членом Лондонского королевского общества.
Он также был одним из основателей и вице-президентом Института инженеров-строителей, который был основан Генри Робинсоном Палмером, одним из его учеников. Донкин помог Институту получить в 1828 году Королевскую хартию, авансировав 100 гиней на покрытие расходов.
В 1835-м он был избран членом Смитонианского общества инженеров-строителей и стал его президентом в 1843 году.
Кроме того, Брайан Донкин был одним из основателей Королевского астрономического общества и входил в его совет.